# Хобитово
Хобитово (на английски: Hobbiton) е град в Графството, намиращ се в границите на Западната околия. Там се издигал така наречения Хълма, където били прокопани смяловете на Торбодън. Хобитово е едно от най-старите селища и се намира точно в центъра на Графството. В Хобитово са живели Фродо Бегинс, Билбо Бегинс, Самознай Майтапер и др. Известни места са древния смял на фамилията Торбинс, Старата Мелница на Тед Пясъчник. Старата Мелница на Тед била разположена на северния бряг на Рекичката и Хобитово, по-късно тя била откупена и впоследствие срината от Лото Влачи-Торбинс. По времето на Войната за пръстена и измяната на Саруман, голяма част от Графството била разрушена. Хобитово, обаче, оцеляло. Лото Влачи-Торбинс за кратко бил началник на Графството. Неговата съдба е неизвестна, но най-вероятно е бил убит от Грима Змийския език, който бил съветник на крал Теоден и шпионин на Саруман. Грима придружил Саруман в Графството, след като ентите унищожили Исенгард. В Западната околия на Графството, освен Хобитово се намирали и други големи градове като: Голям Дълбалник на Белите ридове и др.

## Торбодън
Торбодън е най-важното място в цялото Графство. Торбодън е уютната и широка хобитова дупка на Билбо Бегинс и Фродо. Голяма зелена врата се отваряла навътре към просторната дупка от която започнали едни от най-големите приключения на Третата епоха.